# Pseudagrion coarctatum
Pseudagrion coarctatum là một loài chuồn chuồn kim trong họ Coenagrionidae.
Pseudagrion coarctatum được Lieftinck miêu tả khoa học năm 1932.